# Rudolf Brazda
Rudolf Brazda (ur. 26 czerwca 1913 w Meuselwitz, zm. 3 sierpnia 2011 w Bantzenheim) – ostatni znany ocalały więzień obozu koncentracyjnego skazany na podstawie paragrafu 175 niemieckiego kodeksu karnego penalizującego homoseksualizm. Spędził prawie trzy lata w obozie koncentracyjnym w Buchenwaldzie. Jego pasiak był oznakowany charakterystycznym różowym trójkątem, używanym przez nazistów do oznaczania osób uznanych za homoseksualne. Po wyzwoleniu Buchenwaldu w kwietniu 1945 roku osiedlił się w Alzacji w północno-wschodniej Francji i mieszkał tam przez resztę życia.

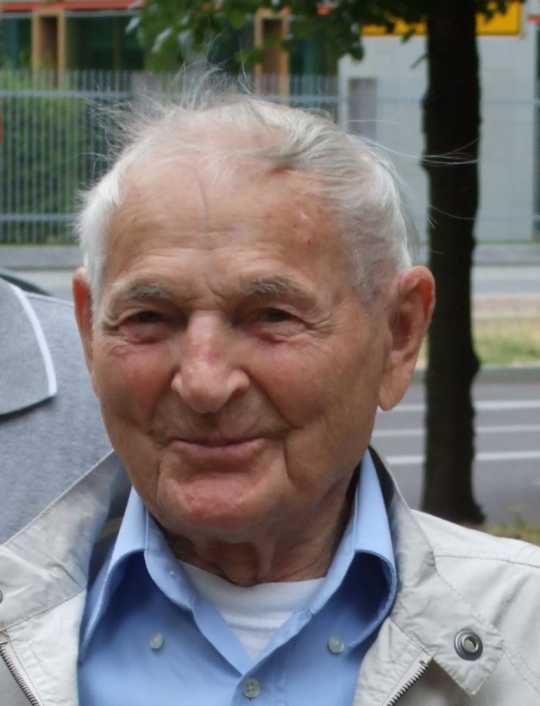
Rudolf Brazda w Berlinie, 27 czerwca 2008